# Massimo Coda
Massimo Coda (Cava de’ Tirreni, 1988. november 10. –) olasz labdarúgócsatár, jelenleg a Benevento Calcio játékosa.

## Sikerei, díjai
ND Gorica
- Szlovén kupa
  - győztes: 2014

 Benevento
- Olasz bajnokság – másodosztály (Serie B)
  - bajnok: 2019–20

 US Lecce
- Olasz bajnokság – másodosztály (Serie B)
  - bajnok: 2021–22
  - gólkirály (2): 2020–21 (22 gól), 2021–22 (20 gól)